# Eupithecia liguriata
Eupithecia liguriata är en fjärilsart som beskrevs av Pierre Millière 1884. Eupithecia liguriata ingår i släktet Eupithecia och familjen mätare. Inga underarter finns listade i Catalogue of Life.